# Rudolf Bezděk
Rudolf Bezděk (* 12. Februar 1916; † unbekannt) war ein tschechoslowakischer Boxer.

## Werdegang
Rudolf Bezděk, der für den Slávia Bratislava boxte, nahm an den Olympischen Sommerspielen 1936 in Berlin teil. In seinem Erstrundenkampf unterlag er im Fliegengewichtsturnier dem Norweger Asbjørn Berg-Hansen. Bei den Europameisterschaften 1937 schied er im Viertelfinale aus.